# Караубас-ду-Пиауи

Караубас-ду-Пиауи на карте штата.

Караубас-ду-Пиауи (порт. Caraúbas do Piauí) — муниципалитет в Бразилии, входит в штат Пиауи. Составная часть мезорегиона Север штата Пиауи. Входит в экономико-статистический микрорегион Литорал-Пиауиенси. Население составляет 5525 человек на 2010 год. Занимает площадь 471,453 км². Плотность населения — 11,72 чел./км².

## Демография
Согласно сведениям, собранным в ходе переписи 2010 г. Национальным институтом географии и статистики (IBGE), население муниципалитета составляет:
| Полное население                               | Полное население                               | Полное население                               | Полное население                               | 5 525 |
| ---------------------------------------------- | ---------------------------------------------- | ---------------------------------------------- | ---------------------------------------------- | ----- |
| в том числе:                                   | Городское население                            | 972                                            | Процент городского населения, %                | 17,59 |
|                                                | Сельское население                             | 4553                                           | Процент сельского населения, %                 | 82,41 |
|                                                | Мужское население                              | 2837                                           | Процент мужского населения, %                  | 51,35 |
|                                                | Женское население                              | 2688                                           | Процент женского населения, %                  | 48,65 |
| Плотность населения, чел/км²                   | Плотность населения, чел/км²                   | Плотность населения, чел/км²                   | Плотность населения, чел/км²                   | 11,72 |
| Население муниципалитета в % к населению штата | Население муниципалитета в % к населению штата | Население муниципалитета в % к населению штата | Население муниципалитета в % к населению штата | 0,18  |

По данным оценки 2016 года, население муниципалитета составляет 5728 жителей.

## Статистика
- Валовой внутренний продукт на 2003 год составляет 6 676 976,00 реалов (данные: Бразильский институт географии и статистики).
- Валовой внутренний продукт на душу населения на 2003 год составляет 1283,05 реалов (данные: Бразильский институт географии и статистики).
- Индекс развития человеческого потенциала на 2000 год составляет 0,487 (данные: Программа развития ООН).